# میکی هارگیتای
میکی هارگیتای (مجاری: Hargitay Miklós؛ ‏ ۶ ژانویهٔ ۱۹۲۶ – ۱۴ سپتامبر ۲۰۰۶) بازیگر اهل مجارستان بود.
او در فیلم عشق‌های هرکول (۱۹۶۰) در نقش هرکول نقش‌آفرینی کرده‌است. از دیگر فیلم‌های او می‌توان به عشق بدوی، گودال خونین وحشت، وعده‌ها! وعده‌ها! و دلیریوم اشاره کرد.